# Deutschlandfunk

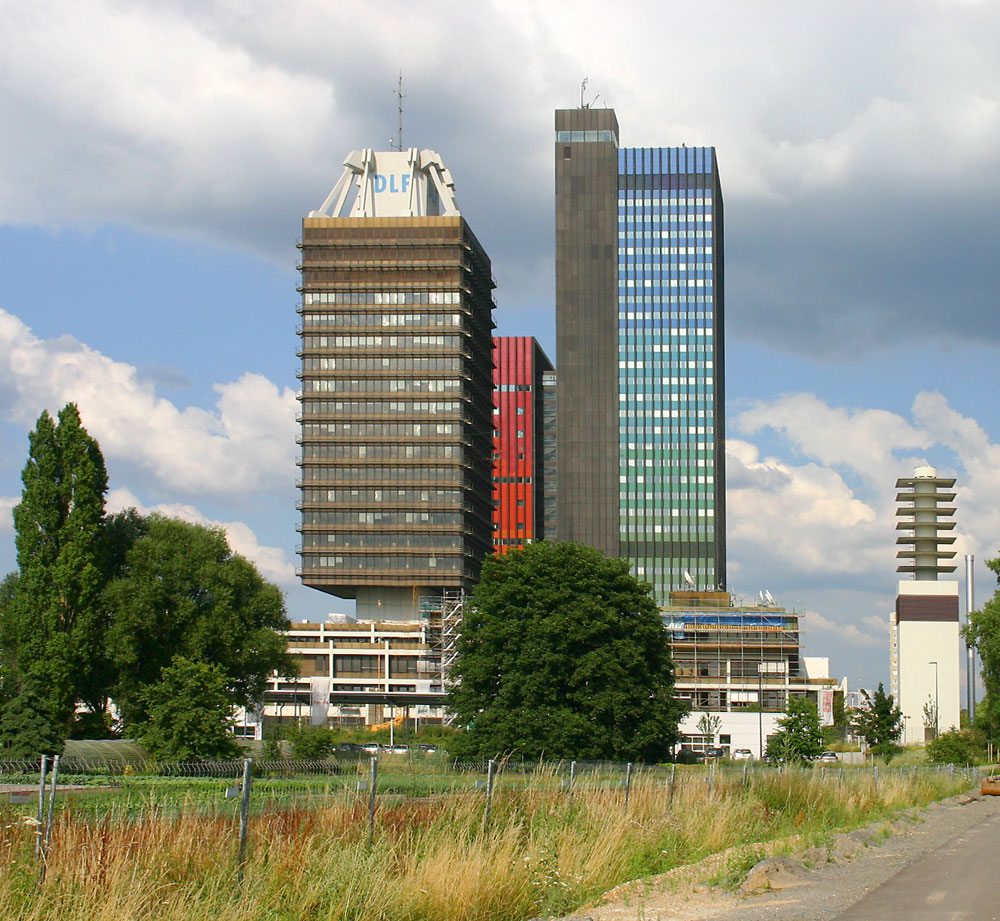
Studio w Kolonii

Deutschlandfunk (DLF) – publiczny program pierwszy niemieckiego radia emitowany przez Deutschlandradio.
W latach 50. XX wieku Niemiecka Republika Demokratyczna (NRD) rozpoczęła nadawanie własnych programów radiowych. W odpowiedzi na to, rozgłośnia Nordwestdeutscher Rundfunk wystąpiła z wnioskiem o pozwolenie na prowadzenie stacji radiowej do ARD. Wniosek został przyznany w 1956 roku, koncesja umożliwiła działanie Deutscher Langwellensender („Niemieckiej Rozgłośni Długofalowej”).
W 1960 roku rząd RFN podjął decyzję o tym, że Deutscher Langwellensender jako rozgłośnia o zasięgu ogólnoniemieckim (jej sygnał obejmował także inne państwa niemieckojęzyczne) powinna przejść pod zarząd rządu federalnego. W dniu 29 listopada 1960 roku rząd utworzył rozgłośnię Deutschlandfunk, nadawanie rozpoczęto 1 stycznia 1962 roku. 
Deutschlandfunk nadawane głównie w języku niemieckim, ukierunkowane było na NRD i niemieckojęzyczną mniejszości w Europie Wschodniej. Od dnia 7 czerwca 1963 roku rozpoczęło transmisje w językach obcych, m.in. w języku czeskim, chorwackim, polskim i serbskim.
W 1994 roku postanowiono włączyć DLF w struktury nowego Deutschlandradio, instytucji publicznej utworzonej w celu nadzorowania krajowych usług radiofonicznych.